# Bumeráng
A bumeráng a hajítófa ausztráliai bennszülöttek által használt fajtája, Ausztrália egyik nemzeti sportjává és jelképévé vált. Első megjelenését negyvenezer évvel ezelőttre becsülik. Különös alakja és viselkedése miatt sokan mágikus erőt tulajdonítottak neki. Közismertté azzal vált, hogy megfelelően eldobva visszatér a kiindulási pontra, de valójában nem minden bumerángtípus alkalmas erre. Így használati cél szempontból megkülönböztetünk visszatérő és nem visszatérő bumerángot.

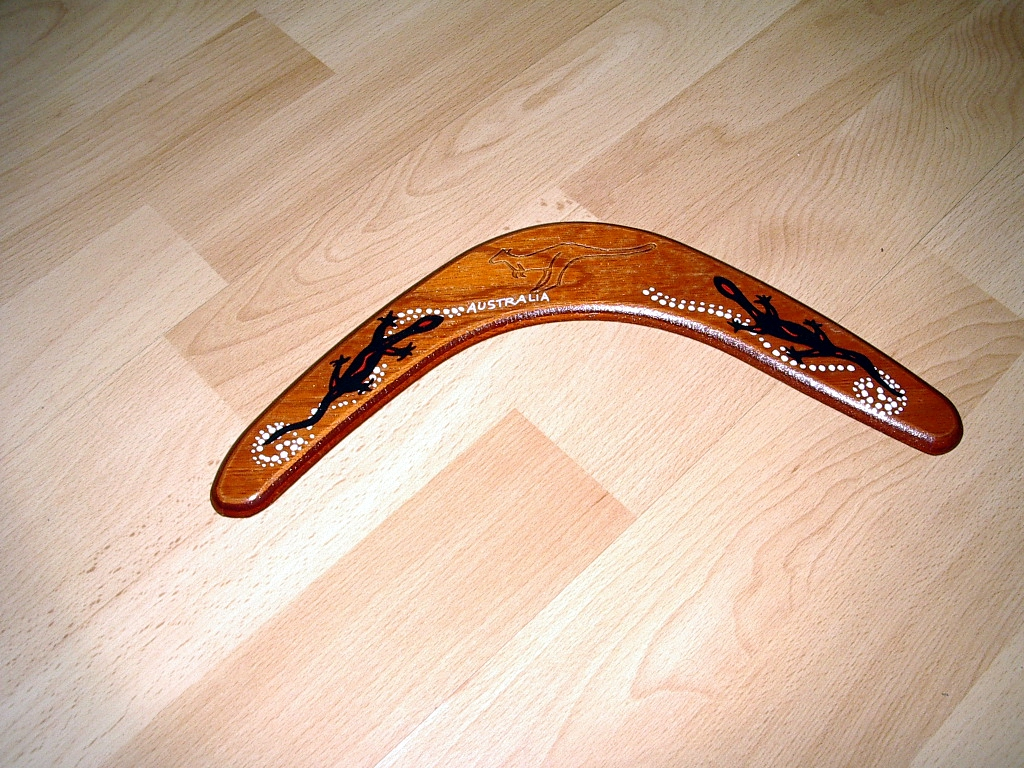
Díszbumeráng Ausztráliából

## Kialakulásának legendája
A hajítófáról az ausztrál bennszülöttek az alábbi legendát őrzik: „Az álmok idejének első napjaiban az emberek nem bírtak kiegyenesedni, mert olyan közel volt egymáshoz az ég és a föld. Ezért aztán négykézláb másztak. Az egyik bölcs öreg éppen szomját oltotta a tónál, amikor megpillantotta a vízből kiálló botot. Addig-addig ügyeskedett, amíg sikerült megkaparintania. Megpróbálta feljebb tolni vele az eget. Sikerült is felnyomnia az égboltozatot, és az emberek végre felegyenesedhettek. Ám a nagy teher alatt a bot meghajlott. Az öreg eldobta, de a bot visszarepült. Megint eldobta, újból visszaszállt. Tetszett az öregnek a dolog: örült, hogy ilyen hűséges társra lelt, ezért megtartotta, és bumerángnak nevezte el.”[forrás?]

## Nevének története
Habár a bumerángot egységes elnevezésként használja a köztudat, valójában Ausztrália területén az európai felfedezés idején több száz nyelvjárás volt jelen és mindegyiknek saját szava volt a hajítófára. A legenda úgy tartja, hogy az első bumeráng leírás magától Cook kapitánytól származik, de valójában nincs ilyen írásos anyagunk. 1822-ben jelenik meg elsőnek a ‘bou-mar-rang’ leírás, ami az egyik bennszülött nyelvcsaládhoz tartozó dharug nyelvben használatos név volt.

## Használata
Habár a köztudatban visszatérő hajítófaként ismert, valójában számos eltérő hajítófa létezik, különféle felhasználási célokkal és kialakítással. Az egyes hajítófák már alapvetően több használati funkcióval rendelkezett, így nem csak vadászathoz, hanem például ásáshoz is használták. A közhiedelemmel ellentétben azonban a visszatérő bumerángot elsősorban nem arra használták, hogy a vadat azzal sebesítsék meg. Ezeket a típusokat eldobták egy terület felett, ahol rejtőzködött a kiszemelt préda és ahogy körívet leírva elszállt felettük kiugrasztotta őket a búvóhelyükről. Ekkor egy másik vadászcsoport a menekülő vadakat levadászta a nem visszatérő bumeránggal, amivel pontosabban lehetett célozni és nagyobb erőhatást fejtett ki.

## A visszatérő bumeráng fizikája
A bumeráng visszatérését nem könnyű megmagyarázni. Több mechanikai és aerodinamikai törvény határozza meg a várható pályaívet. A bumeráng a szárny alakjának köszönhetően emelkedik a magasba, könnyű súlya teszi képessé a lebegésre, pörgő mozgása pedig stabilitást kölcsönöz neki, végül az emelkedés és a forgás kombinációja segítségével tér vissza az eldobóhoz. Szinte függőlegesen kell eldobni, a teniszben szokásos szerváláshoz hasonlóan, és vízszintes pályán tér vissza a repülés végén.

## Története
Először feltehetőleg fegyverként szolgált, amit vadászathoz és harcban használtak. Később aztán sportszer lett belőle.
Az első bumerángot 1770-ben hozta magával Európába Cook kapitány. Később aztán kiderült, hogy nem csak az ausztrál őslakosok használják. Az eszkimóknál is találtak hasonló tárgyat. Előfordul továbbá Arizonában, Egyiptomban, India déli vidékén, Dániában és Németországban is. A Föld legrégibb bumerángját Hollandiában találták.

## Sport

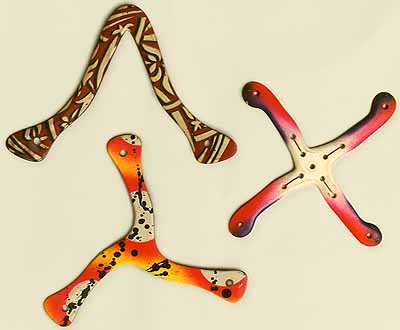
Sportbumerángok

Egykor az ausztrál törzsek bumerángdobásban mérték össze ügyességüket a „coroboree”-nak nevezett versenyen.
Franciaországban még bumerángszövetség is működik. Magyarországon 1970 óta hódolnak ennek a sportnak. Évente három kategóriában rendeznek versenyt. Az egyikben a visszatérő bumeráng elkapása a cél. Ez nem is olyan egyszerű, mint sokan gondolnák, mivel az eldobás és a visszaérkezés helye nem esik egybe. A másik feladat a leghosszabb repülési távolság elérése. A harmadik kategóriában az a cél, hogy a lehető legtovább levegőben tartsák a bumerángot. Ennek megfelelően többféle modellt fejlesztettek ki. Az A alakú és a Napóleon-kalapra emlékeztető típus a legkedveltebb. Sok versenyző a maga készítette bumerángra esküszik.

## Kapcsolódó szócikk
- Hajítófa